# Addig Jaburg
Addig Jaburg (* 26. August 1819 in Vegesack; † 28. Dezember 1875 in Bremen) war ein deutscher Stuben- und Porträtmaler.

## Biografie

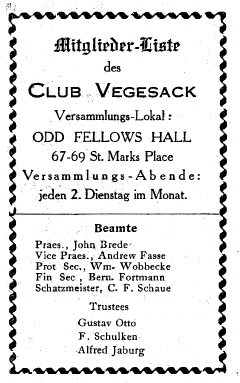
Mitgliederliste des Club Vegesack

### Familie
Jaburg stammt aus einer verzweigten Seefahrerfamilie. Er war verheiratet und hatte acht Söhne und drei Töchter. Einige seiner Söhne wurden später erfolgreiche Kaufleute in New York, wo sie 1885 die Firma Jaburg Brothers gründeten, die Bedarfsartikel für Bäckereien lieferte (von der Backform bis zur Ladeneinrichtung). 1874 wurde in New York der Club Vegesack ins Leben gerufen, ebenso wie viele andere deutsche Vereine an der Ostküste Amerikas. Noch bis zum Ersten Weltkrieg existierte der „Club Vegesack“, in dessen Mitgliederverzeichnis von 1912 sich zahlreiche bekannte Familiennamen aus Vegesack finden lassen, darunter auch Söhne und Schwiegersöhne von Addig Jaburg.
Bekannt ist Addigs jüngerer Bruder, der Marinemaler und Fotograf Oltmann Jaburg (1830–1908).

### Ausbildung und Werke
Jaburg lernte das Malerhandwerk und war als Malergeselle beim Maler Johann Heinrich Menken in Bremen tätig. Er machte sich 1840 in Vegesack als Stuben- und Dekorationsmaler selbständig. Etwa 1848 begann er sehr erfolgreich mit der Porträtmalerei. Neben zahlreichen Kapitänen sowie deren Ehefrauen, ließen sich auch Bremer Kaufleute und Reeder von ihm malen.
Viele der von ihm stammenden Porträts haben sich im Privatbesitz erhalten und befinden sich heute in Vegesack, Bremen, Hamburg und London. Einige sind im Museum Schloss Schönebeck in Bremen-Vegesack zu sehen. In der Stadtkirche Vegesack hängt das mit „A. Iaburg“ signierte Porträt des Pastors Heinrich Friedrich Iken aus dem Jahr 1854. Seine Bilder sind sonst meistens nicht signiert.

### Ehrungen
Die Jaburgstraße, ehemals Grünestrasse, in Bremen-Vegesack wurde nach ihm und seinem Bruder benannt. Hier stand auch das Geburtshaus.